# ベランダの岸辺
『ベランダの岸辺』（ベランダのきしべ）は、NOKKO（「のっこ」名義）の6枚目のオリジナル・アルバム。

## 概要
- アリスタジャパン移籍後初のアルバムであり、「のっこ」名義で発売された。
- 白井良明プロデュース[2]。

## 収録曲
1. ベルベット・イースター
荒井由実の楽曲のカバー。
2. 雨と太陽
3. わすれな草
4. calas
5. 猫の耳たぶ
6. 星のおまつり
7. CoFFee
8. アメージング
9. someday
10. TRAVESSIA